# Fånglägret Changi
Fånglägret Changi (engelska: King Rat) är en brittisk-amerikansk krigsfilm från 1965 i regi av Bryan Forbes.
Filmen bygger på James Clavells roman Fånglägret, som i sin tur är baserad på Clavells egna upplevelser som krigsfånge i Changi under andra världskriget.

## Handling
Korpral King försöker överleva i ett japanskt fångläger i Singapore genom svarta börs-affärer vid slutet av andra världskriget. Hans medfångar med högre rang ogillar dock hans skumma affärer.

## Rollista i urval
- George Segal - korpral King
- Tom Courtenay - löjtnant Grey
- James Fox - löjtnant Marlowe
- Patrick O'Neal - sergeant Max
- Denholm Elliott - överstelöjtnant Larkin
- James Donald - doktor Kennedy
- Todd Armstrong - Tex
- Gerald Sim - överstelöjtnant Jones
- John Mills - överste Smedley-Taylor
- Alan Webb - överste Brant
- Leonard Rossiter - major Mccoy
- Geoffrey Bayldon - Vexley